# Grubogonek
Grubogonek (Pygeretmus) – rodzaj ssaków z podrodziny alaktag (Allactaginae) w rodzinie skoczkowatych (Dipodidae).

## Zasięg występowania
Rodzaj obejmuje gatunki występujące w europejskiej części Rosji, Iranie, Turkmenistanie, Uzbekistanie, Kazachstanie, Mongolii i Chińskiej Republice Ludowej.

## Morfologia
Długość ciała (bez ogona) 75–135 mm, długość ogona 70–175 mm, długość ucha 18–37 mm, długość tylnej stopy 30–56 mm; masa ciała 19–86 g.

## Systematyka
Rodzaj zdefiniował w 1841 roku niemiecki zoolog Constantin Wilhelm Lambert Gloger w książce swojego autorstwa o tytule Gemeinnütziges Hand- und Hilfsbuch der Naturgeschichte. Na gatunek typowy Gloger wyznaczył (oznaczenie monotypowe) grubogonka mniejszego (P. platyurus).

### Etymologia
- Pygeretmus: gr. πυγη pugē „zad”; ερετμον eretmon „wiosło”[9].
- Platycercomys: gr. πλατυς platus „szeroki”; κερκος kerkos „ogon”; μυς mus, μυος muos „mysz”[10]. Gatunek typowy: Dipus platurus M.H.C. Lichtenstein, 1823.
- Alactagulus: rodzaj Alactaga[a] F. Cuvier, 1838 (alaktaga); łac. przyrostek zdrabniający -ulus[11]. Gatunek typowy: Dipus acontion Pallas, 1811 (= Dipus sibiricus pumilio Kerr, 1792).

### Podział systematyczny
Do rodzaju należą następujące gatunki zgrupowane w dwóch podrodzajach:
- Pygeretmus Gloger, 1841
  - Pygeretmus shitkovi (Kuznetsov, 1930) – grubogonek większy
  - Pygeretmus platyurus (H. Lichtenstein, 1823) – grubogonek mniejszy
- Alactagulus Nehring, 1897
  - Pygeretmus pumilio (Kerr, 1792) – grubogonek karłowaty